# World Marathon Majors 2013/14
Die achte Serie der World Marathon Majors (offizieller Sponsorenname: AbbottWMM Series VIII) startete am 24. Februar 2013 und endet am 2. November 2014.

## Wertung
In die Wertung dieses Laufcups gingen 13 Rennen ein: jeweils der Tokio-, der Boston-, der London-, der Berlin-, der Chicago- und der New-York-City-Marathon in den Jahren 2013 und 2014 sowie der Marathon der Leichtathletik-Weltmeisterschaften 2013 in Moskau.
Punkte wurden wie folgt vergeben, wobei bei jedem Läufer maximal vier Ergebnisse gewertet wurden:
- 25 für einen Sieg
- 15 für einen zweiten Platz
- 10 für einen dritten Platz
- 5 für einen vierten Platz
- 1 für einen fünften Platz

## Endstand

### Männer
| Platz | Athlet                           | Punkte | Platzierungen | Platzierungen | Platzierungen | Platzierungen | Platzierungen | Platzierungen | Platzierungen | Platzierungen | Platzierungen | Platzierungen | Platzierungen | Platzierungen | Platzierungen |
| Platz | Athlet                           | Punkte | To13          | Bo13          | Lo13          | WM13          | Be13          | Ch13          | NY13          | To14          | Lo14          | Bo14          | Be14          | Ch14          | NY14          |
| ----- | -------------------------------- | ------ | ------------- | ------------- | ------------- | ------------- | ------------- | ------------- | ------------- | ------------- | ------------- | ------------- | ------------- | ------------- | ------------- |
| 01    | Wilson Kipsang (KEN)             | 76     |               |               | 5             |               | 1             |               |               |               | 1             |               |               |               | 1             |
| 02    | Dennis Kipruto Kimetto (KEN)     | 75     | 1             |               |               |               |               | 1             |               |               |               |               | 1             |               |               |
| 03    | Lelisa Desisa (ETH)              | 55     |               | 1             | 2             |               |               |               |               |               |               |               |               |               | 2             |
| 04    | Tsegay Kebede (ETH)              | 55     |               |               | 1             | 4             |               |               | 2             |               | 3             |               |               |               |               |
| 05    | Emmanuel Kipchirchir Mutai (KEN) | 45     |               |               | 2             |               |               | 2             |               |               |               |               | 2             |               |               |
| 06    | Eliud Kipchoge (KEN)             | 40     |               |               |               |               | 2             |               |               |               |               |               |               | 1             |               |
| 07    | Dickson Chumba (KEN)             | 40     | 1             |               |               |               |               |               |               |               |               |               |               | 3             |               |
| 07    | Sammy Kitwara (KEN)              | 40     |               |               |               |               |               | 3             |               | 3             |               |               |               | 2             |               |
| 09    | Meb Keflezighi (USA)             | 27     |               |               |               |               |               |               |               |               |               | 1             |               |               | 4             |
| 010   | Stephen Kiprotich (UGA)          | 26     |               |               |               | 1             |               |               |               |               |               |               |               | 5             |               |

### Frauen
| Platz | Athletin                        | Punkte | Platzierungen | Platzierungen | Platzierungen | Platzierungen | Platzierungen | Platzierungen | Platzierungen | Platzierungen | Platzierungen | Platzierungen | Platzierungen | Platzierungen | Platzierungen |
| Platz | Athletin                        | Punkte | To13          | Bo13          | Lo13          | WM13          | Be13          | Ch13          | NY13          | To14          | Lo14          | Bo14          | Be14          | Ch14          | NY14          |
| ----- | ------------------------------- | ------ | ------------- | ------------- | ------------- | ------------- | ------------- | ------------- | ------------- | ------------- | ------------- | ------------- | ------------- | ------------- | ------------- |
| 0     | Rita Jeptoo Sitienei (KEN) 1    | 100    |               | 1             |               |               |               | 1             |               |               |               | 1             |               | 1             |               |
| 01    | Edna Ngeringwony Kiplagat (KEN) | 65     |               |               | 2             | 1             |               |               |               |               | 1             |               |               |               |               |
| 02    | Tirfi Tsegaye (ETH)             | 51     |               | 5             |               |               |               |               |               | 1             |               |               | 1             |               |               |
| 03    | Priscah Jeptoo (KEN)            | 50     |               |               | 1             |               |               |               | 1             |               |               |               |               |               |               |
| 03    | Florence Jebet Kiplagat (KEN)   | 50     |               |               |               |               | 1             |               |               |               | 2             |               |               | 3             |               |
| 05    | Jemima Jelagat Sumgong (KEN)    | 35     |               |               |               |               |               | 2             |               |               |               | 4             |               |               | 2             |
| 06    | Bizunesh Deba (ETH)             | 30     |               |               |               |               |               |               | 2             |               |               | 2             |               |               |               |
| 07    | Aberu Kebede (ETH)              | 26     | 1             |               |               |               |               |               |               |               | 5             |               |               |               |               |
| 08    | Mary Jepkosgei Keitany (KEN)    | 25     |               |               |               |               |               |               |               |               |               |               |               |               | 1             |
| 08    | Mare Dibaba (ETH)               | 25     |               |               |               |               |               |               |               |               |               | 3             |               | 2             |               |
| 08    | Sharon Jemutai Cherop (KEN)     | 25     |               | 3             |               |               | 2             |               |               |               |               |               |               |               |               |